# Daphne sericea
Daphne sericea är en tibastväxtart. Daphne sericea ingår i släktet tibaster, och familjen tibastväxter.

## Underarter
Arten delas in i följande underarter:
- D. s. circassica
- D. s. pseudosericea
- D. s. sericea

## Bildgalleri

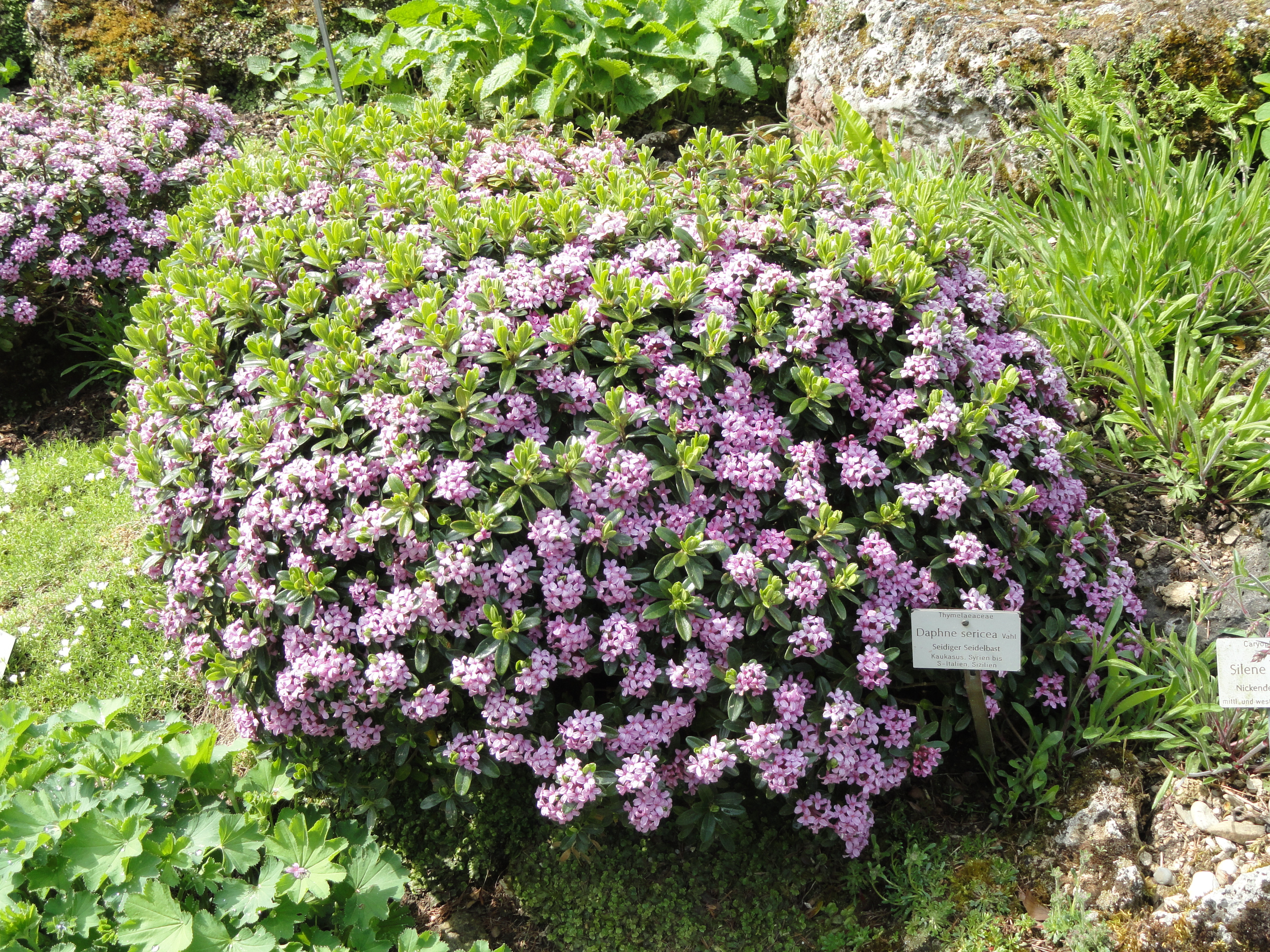
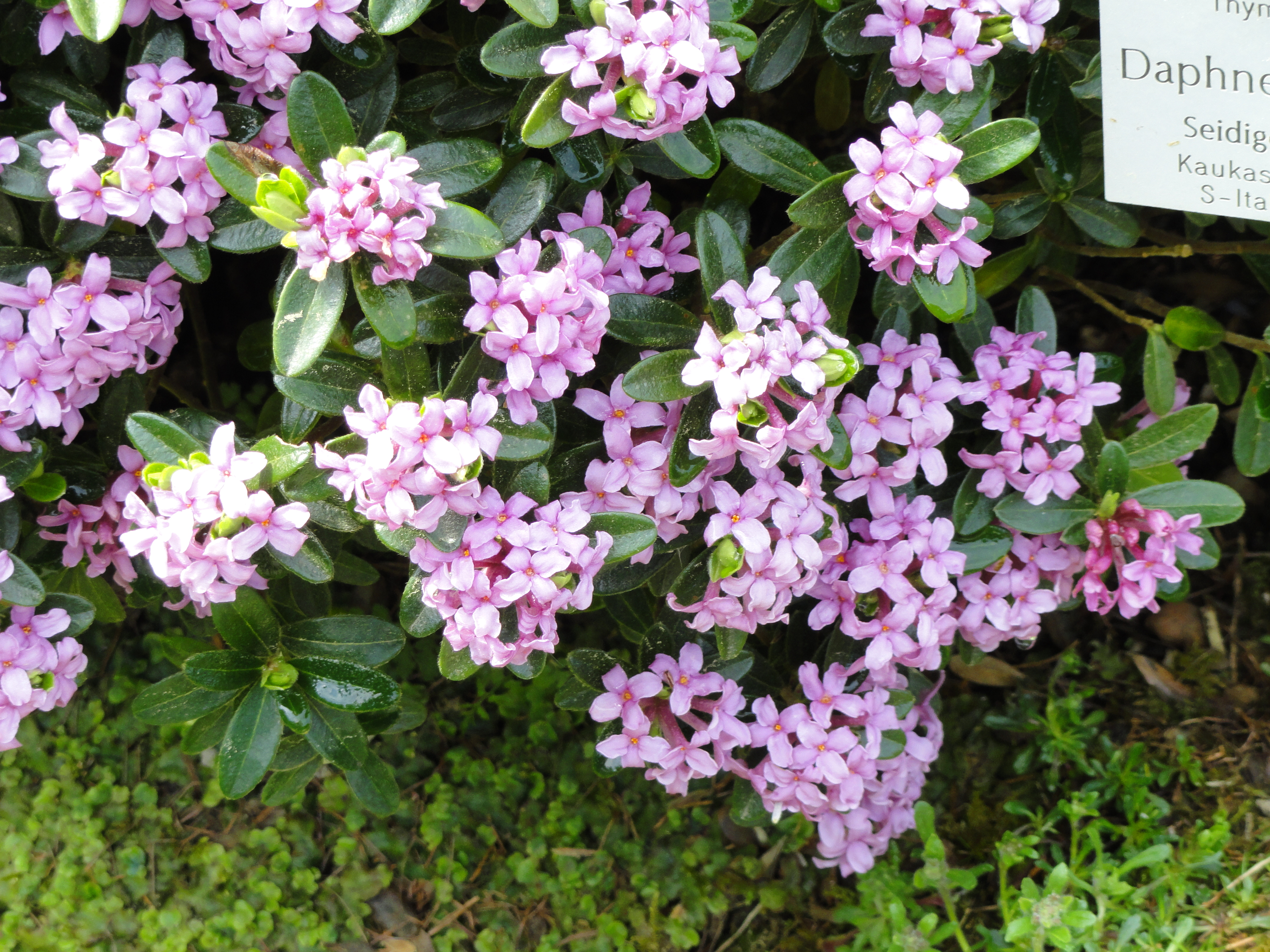
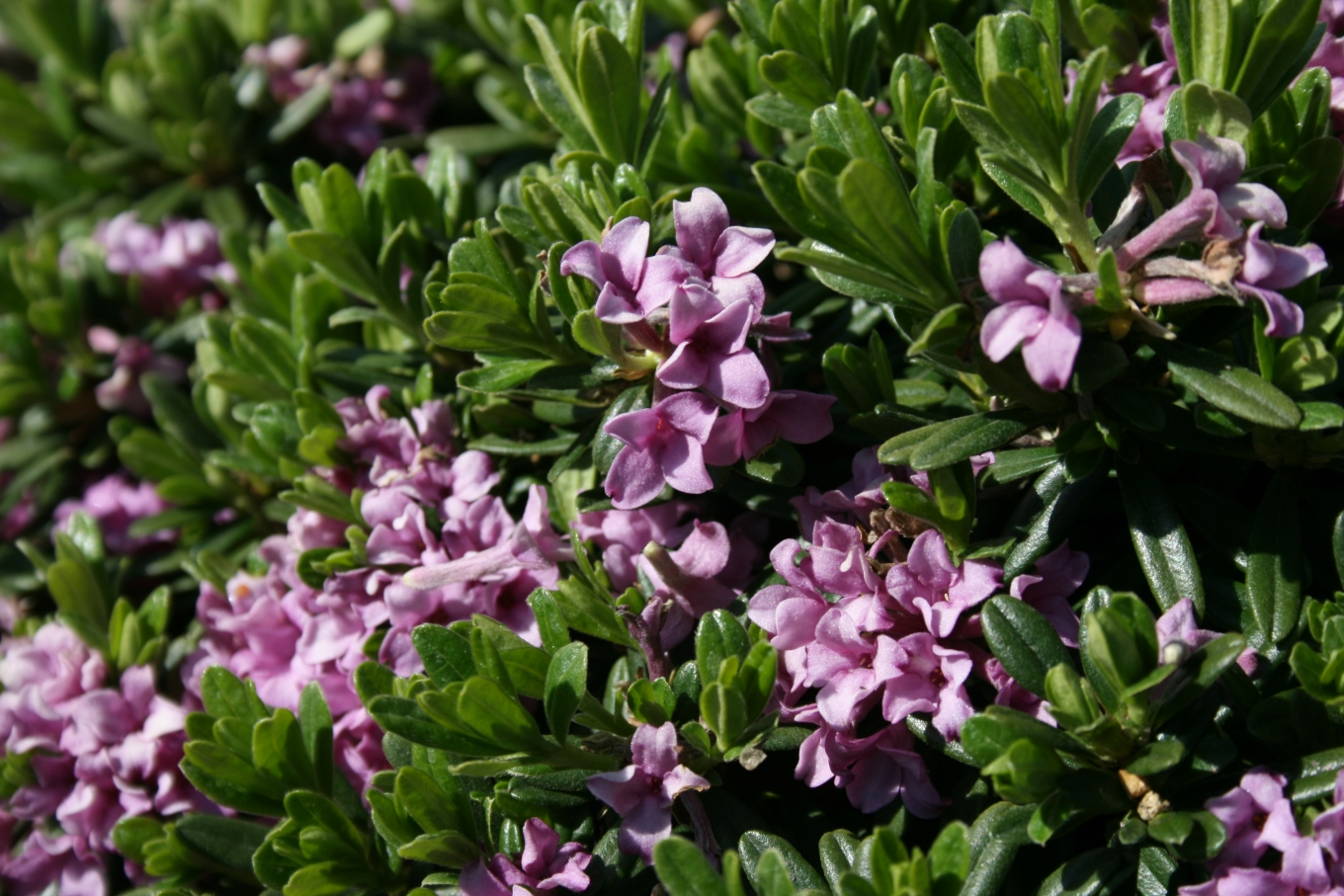